# Heures d'Anne de Montmorency
Les Heures d'Anne de Montmorency sont un manuscrit conservé au musée Condé à Chantilly. Ce livre d'heures a été réalisé par plusieurs peintres pour le compte du connétable de France Anne de Montmorency (1493-1567). L'ouvrage contient 14 miniatures pleines pages attribuées à 5 peintres différents.

## Historique du manuscrit
Au début du règne d'Henri II, on note un regain d'intérêt pour les livres d'heures à la cour de France, dans un contexte de retour à l'orthodoxie de l'Église. La composition de ce livre a sans doute été commencée vers 1549, cette date étant inscrite sur le frontispice de l'ouvrage, et achevée après septembre 1551, date d'érection de la baronnie des Montmorency en duché-pairie, car le folio 79 est orné de la couronne ducale. Après 1547, et le retour en grâce du connétable de France, celui-ci passe une série de commandes d'ouvrages religieux.
Par la suite, le manuscrit est signalé dans la collection du parlementaire Alexandre Petau lors de la vente de cette collection en 1672. Il se retrouve par la suite présenté par le chevalier de Mouhy à la reine Marie Leszczyńska en 1726. Il entre par la suite en possession du financier Pâris-Duverny au cours du XVIIIe siècle puis dans les collections du comte Paul-Gabriel d’Haussonville. Celui-ci, proche de la famille d'Orléans, en fait don au musée Condé en 1900.

## Composition
Le manuscrit est composé de plusieurs parties distinctes :
- début de l'évangile selon saint Jean (folios 4-5)
- La Passion selon saint Jean (folios 6-13)
- Les Heures de Notre-Dame (folios 14-62)
- Les sept psaumes des pénitences et litanies (folios 63-78)
- L'office des morts (folios 79-110)
- Prières adressées aux saints : Marie-Madeleine, Barbe, Côme et Damien, la Vierge, Christophe, Anne (folios 111-114)
- Prières pour la communion (folios 114v-118)

## Les peintres du manuscrit
Les mains de cinq miniaturistes sont distinguées dans le livre
- deux miniaturistes anonymes ont réalisé les folios 1v, 2, 13v, 52v, 58v pour le premier et 44v et 48v pour le second. Ces artistes ont chacun réalisé par la suite un manuscrit pour Claude Gouffier, grand écuyer de France, respectivement son psautier (bibliothèque de l'Arsenal, ms.5095) et son livre d'heures (Pierpont Morgan Library, ms.M.358)
- les folios 3v, 5v, 36v, 62v sont attribués au Maître des épîtres Getty, du nom d'un manuscrit conservé au Getty Center, qui pourrait être identifié au peintre anversois Noël Bellemare, actif à Paris entre 1515 et 1546. Les encadrements de ces quatre miniatures pourraient être de la main de Luca Penni.
- le folio 27v est attribué au Maître de Flore
- pour les folios 40v et 78v, certains historiens comme Sylvie Béguin y voient la main de Nicolò dell'Abbate, mais celui-ci n'arrive en France qu'en 1552 ce qui en fait une date tardive pour le manuscrit. D'autres comme Cécile Scaillièrez y voient plutôt le peintre Jean Cousin l'Ancien.